# Divje jezero
Divje jezero je krasové jezero ve Slovinsku. Jde o vyvěračku. Nachází se v nadmořské výšce 340 m. Dosahuje maximální hloubky 160 m. Rozloha činí 0,49 ha. 

## Poloha
Nachází se 2 km jižně od města Idrija v kamenném kotli pod 100 m vysokými srázovými stěnami, které spadají ze severního okraje Črnovrské planiny. 

## Vodní režim
Voda do jezera přitéká z prudce klesajícího jeskynního tunelu, který byl dosud prozkoumán do hloubky 160 m. Přestože je hladina jezera obvykle klidná, po vydatných deštích se může přítok vody činit až 60 m³/s. Z jezera odtéká řeka Jezernica, což je nejkratší povrchově tekoucí řeka ve Slovinsku s délkou 55 m a je přítokem Idrijce.

## Vlastnosti vody
Teplota vody v jezeře se po celý rok pohybuje pouze mezi 7 a 10 °C.

## Ochrana přírody
Jezero bylo chráněno jako přírodní památka v roce 1967 a od roku 1972 je pro návštěvníky upraveno jako přírodní muzeum. Od roku 1993 je součástí Krajinného parku Zgornja Idrijca

### Fauna
V jezeře žije pstruh obecný, v jeskynní části mnoho drobných podzemních živočichů a také macarát jeskynní.

### Flóra
V bezprostředním okolí roste mnoho rostlin včetně vysokohorských, které i po době ledové dokázaly přežít na chladnějších, stinných místech. Ve skalních štěrbinách a na malých policích nad jezerem roste prvosenka kraňská, slovinský endemit, jejíž fialové květy se otevírají v druhé polovině dubna. Roste zde také pablen kraňský a hvězdnatec zubatý.